# Џексон (Кентаки)
Џексон (енгл. Jackson) град је у америчкој савезној држави Кентаки.

## Демографија
По попису из 2010. године број становника је 2.231, што је 259 (-10,4%) становника мање него 2000. године.
| Група             | 2000.         | 2010.         |
| Белци             | 2.437 (97,9%) | 2.154 (96,5%) |
| Афроамериканци    | 14 (0,6%)     | 4 (0,2%)      |
| Азијати           | 16 (0,6%)     | 19 (0,9%)     |
| Хиспаноамериканци | 12 (0,5%)     | 30 (1,3%)     |
| Укупно            | 2.490         | 2.231         |